# Strathcona (ancienne circonscription fédérale)
Pour les articles homonymes, voir Strathcona.
Strathcona fut une circonscription électorale fédérale de l'Alberta, représentée de 1904 à 1925.
La circonscription de Calgary a été créée initialement dans les Territoires du Nord-Ouest en 1903. Lors de la création de la province d'Alberta en 1905, la circonscription en devint une de cette province. De 1905 à 1907, il y eut simultanément une circonscription nommée Calgary en Saskatchewan qui fut entièrement transférée dans Battleford.
Abolie en 1925, elle fut redistribuée parmi Vegreville et Wetaskiwin.

## Députés
1. 1904-1906 — Peter Talbot, PLC
2. 1906-1909 — Wilbert McIntyre, PLC
3. 1909-1921 — James McCrie Douglas, PLC/Unioniste
4. 1921-1925 — Daniel Webster Warner, PPC

- PLC = Parti libéral du Canada
- PPC = Parti progressiste du Canada